# Лохоні
Лохоні (груз. ლოხონი, ос. Лохоныхох) — гора у Грузії. Найвища вершина Ліхського хребта, що з'єднує Малий та Великий Кавказ. Висота гори становить 1925 м над рівнем моря.

## Основна інформація
Гора Лохоні, що є найвищою вершиною Ліхського хребта (1925 м), займає 513-те місце серед найвищих гір Грузії.
Схили гори переважно вкриті широколистяними лісами, а на вершині розташовані субальпійські луки. Складається переважно з порфірів часів Байосу, туфів, туфобрекчій, туфопісковиків та сланців. В північній частині гори знаходяться джерела, що живлять річку Дзірула.